# Hargam
Hargam és una ciutat d'Uttar Pradesh al districte de Sitapur, Índia. La població el 1881, incloent alguns pobles a l'entorn, era de 2.946 habitants però el poble pròpiament només tenia 328 habitants. Va ser constituïda en pargana per Todar Mall en temps d'Akbar el Gran, però el 1712 fou ocupada pels rajputs gaurs que sota els britànics encara dominaven 5/6 parts de la terra. Encara que avui dia és poc important, fou al segle xviii una ciutat gran; la tradició la considerava fundada pel mític Harish Chandra de la dinastia solar i diverses vegades arruïnada, però sempre reconstruïda, una de les vegades pel rei Vikramaditya.